# Dwór w Kunicach
Dwór w Kunicach – zabytkowy dwór wybudowany w miejscowości Kunice.

## Opis
Piętrowy dwór wybudowany na planie prostokąta, kryty dachem naczółkowym z lukarnami. Od frontu na głównym wejściem szczyt w kształcie trójkąta.